# Fredrika Stahl
Pour les articles homonymes, voir Stahl.
Fredrika Stahl, née le 24 octobre 1984 à Stockholm, est une auteure-compositrice-interprète de pop-jazz suédoise sous contrat avec le label américain Columbia (appartenant maintenant à Sony Music).

## Biographie
Son premier album paraît le 27 mars 2006 en France ainsi que dans sa Suède natale, en Finlande, Allemagne, Turquie, Belgique, Suisse et au Japon. Son style est un mélange de pop et de jazz et la radio TSF la présente alors comme une « petite sœur » de Lisa Ekdahl, Norah Jones et Tracy Chapman.
En plus de chanter, Fredrika Stahl joue du piano et de la guitare. Son premier album est réalisé avec la participation de musiciens tels que Tom McClung (piano, arrangements), José Palmer (guitare), Diego Imbert (contrebasse) et Karl Jannuska (batterie), amenés sur le projet par Geef Ekodo et Joseph Ekodo, les producteurs indépendants du Label 3 Cinks Production qui l'ont découverte alors qu'elle n'avait que 17 ans. C'est à cette paire qui a eu du flair que nous devons ses deux premiers albums. Fredrika Stahl écrit la totalité des paroles (en anglais et en français) et compose la musique de l'album sous la direction artistique de Geef Ekodo.
Elle est l'une des quatre candidates sélectionnées pour participer le 16 juillet 2007 aux Jazz à Juan Révélations sur la pinède Gould de Juan-les-Pins.
Son second album Tributaries sort en juin 2008, produit par 3 CINKS Production.
Son troisième album Sweep me away, plus pop, sort en septembre 2010, où elle signe également la musique de la pub TV de Nissan Juke avec sa propre adaptation de Twinkle twinkle little star (Ah ! vous dirai-je, maman).
Au printemps 2012, Fredrika Stahl participe à une version revisitée du Couronnement de Poppée de Monteverdi au théâtre du Chatelet de Paris. Elle y interprète le rôle d'Ottavie, la femme de Néron, pour sept représentations, partageant l'affiche avec Carl Barât, Benjamin Biolay, Marc Almond, ou encore Valérie Gabail.
Son quatrième album, Off to Dance, sort en mars 2013, réalisé par Rob Ellis avec la participation de Ben Christophers, Adrian Utley (Portishead), Tom Havelock (Coldspecks)…
Son cinquième album, Demain / Tomorrow, sort en novembre 2015. C'est la bande originale du film documentaire Demain, réalisé par Cyril Dion et Mélanie Laurent.
Fredrika Stahl termine son sixième album, Natten (La nuit en suédois) fin 2019, avec la participation de Dominique A. En raison de la pandémie, il ne sort qu'en mars 2021, après le tournage des clips de l'album en Bretagne. C'est son premier album auto produit.

## Discographie

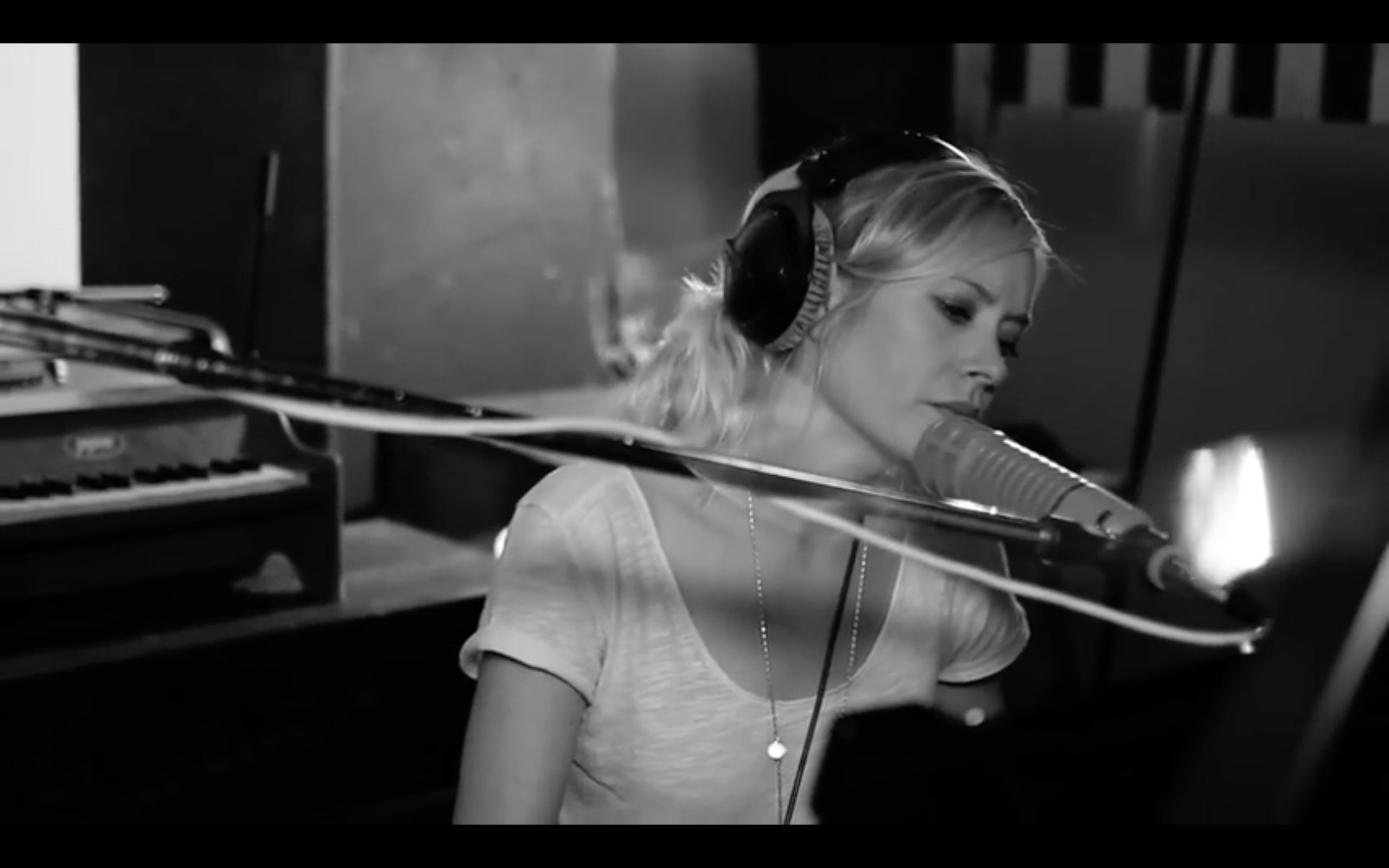
Fredrika Stahl au Studio Pigalle, à Paris en 2014.

### Participations
- 2023 : L'Extraordinarium de Dionysos, duo sur le titre I love you